# Microloxia simonyi
Microloxia simonyi is een vlinder uit de familie spanners (Geometridae). De wetenschappelijke naam is voor het eerst geldig gepubliceerd in 1894 door Rebel.
De soort komt voor in Europa.